# Jens Langsdorff
Jens Langsdorff (* 28. September 1938 in Hamburg; † 1. Februar 2004) war ein Hamburger Politiker der CDU und Mitglied der Hamburgischen Bürgerschaft.

## Leben und Politik
Langsdorff war gelernter Kaufmann. Er war verheiratet und hatte zwei Kinder.
Von November 1986 bis 1997 saß er für die CDU in der Hamburger Bürgerschaft. Dort war er für die CDU-Fraktion unter anderem im Haushaltsausschuss, Umweltausschuss und Verkehrsausschuss.
Langsdorff starb 2004 nach langer und schwerer Krebserkrankung. Der CDU-Kreisvorsitzende von Hamburg-Wandsbek Jürgen Klimke beschrieb ihn in einem Nachruf als einen „unerschütterlichen politischen Berater und einen hilfsbereiten Arbeiter mit einem kaum zu überbietenden Pflichtbewusstsein.“